# روزشمار جنگ جهانی اول در ایران
جدول زیر وقایع جنگ جهانی اول در ایران را از آغاز حملهٔ آلمان به روسیه در ۹ مرداد ۱۲۹۳ تا ۱۱ آذر ۱۳۰۰ و کشته‌شدن میرزاکوچک‌خان جنگلی دنبال می‌کند. برای اطلاعات بیشتر مقالهٔ ایران در جنگ جهانی اول را ببینید.
| ۱۹۱۴ میلادی                         | ۱۹۱۴ میلادی |
| ----------------------------------- | --- |
| ۵ مرداد ۱۲۹۳ مطابق با ۲۸ ژوئیه ۱۹۱۴ | آغاز جنگ جهانی اول با حملهٔ آلمان به روسیه                                                                                                  |
| ۱۲ مرداد                            | حمله انگلستان به آلمان |
| ۲۵ مرداد ۱۲۹۳                       | مستوفی الممالک به ریاست وزرایی منصوب شد |
| ۲۷ مرداد ۱۲۹۳                       | وودرو ویلسون رئیس جمهور آمریکا، آمریکا را بی‌طرف اعلام کرد                                                                                  |
| ۹ آبان ۱۲۹۳                         | اعلام بی‌طرفی ایران از سوی احمدشاه قاجار |
| ۹ آبان ۱۲۹۳                         | ارتش انگلیس، متشکل از سربازان انگلیسی و هندی، با اعلام هدف حفظ امنیت میدان‌های نفتی و پالایشگاه آبادان، در جنوب ایران استقرار یافت          |
| ۱۲ آبان ۱۲۹۳                        | صدور مواد غذایی به خارج از ایران به علت شیوع قحطی ممنوع اعلام شد                                                                           |
| ۱۶ آبان ۱۲۹۳                        | روستاییان خوزستان برای دفاع در مقابل نیروهای انگلیسی اعلام آمادگی کردند                                                                    |
| ۳۰ آبان ۱۲۹۳                        | بصره به تصرف انگلیسی‌ها درآمد |
| ۱۳ آذر ۱۲۹۳                         | آغاز دوره سوم مجلس شورای ملی در تهران |
| ۱۹۱۵ میلادی                         | |
| دی ۱۲۹۳                             | کارکنان اروپایی شرکت نفت ایران و انگلیس برای محافظت در برابر نیروهای عثمانی و عشایر مخالف، از اهواز و آبادان به خرمشهر منتقل شدند          |
| ۱۱ دی ۱۲۹۳                          | عثمانی به بصره حمله کردند |
| ۱۱ دی ۱۲۹۳                          | عثمانی به خاک ایران حمله کرد |
| ۱۲ دی ۱۲۹۳                          | تبریز و ارومیه به تصرف ارتش عثمانی درآمد                                                                                                   |
| ۲۴ دی ۱۲۹۳                          | ویلهلم واسموس آلمانی با هدف تبلیغ و تحریک خوانین عشایر علیه متفقین به بوشهر رفت                                                            |
| ۲۸ دی ۱۲۹۳                          | پیمان ۱۹۱۵ میان روسیه و انگلستان بسته شد که مطابق آن ایران به دو منطقه نفوذ تقسیم می‌شد و هزینه‌های ارتش متفقین به دوش ایران می‌افتاد         |
| ۴ بهمن ۱۲۹۳                         | ارتش روسیه به ایران حمله کرد قوای خود را در مرزهای شمالی مستقر ساخت                                                                        |
| ۶ بهمن ۱۲۹۳                         | سپاه روس و عثمانی در تبریز و ارومیه درگیر شدند                                                                                             |
| ۸ بهمن ۱۲۹۳                         | سپاه عثمانی از قوای روس شکست خورد و آذربایجان به تصرف روس‌ها درآمد                                                                          |
| ۱۶ بهمن ۱۲۹۳                        | انبارهای شرکت نفت توسط اعراب باوندی تخریب شد و صدور نفت قطع گردید                                                                          |
| ۲۵ بهمن ۱۲۹۳                        | محمدحسن میرزا (ولیعهد) به فرمانفرمایی آذربایجان منتصب شد                                                                                   |
| ۳ اسفند ۱۲۹۳                        | امیر حشمت با رهبری عشایر مخالف متفقین، برای ورود به کرمانشاهان تلاش کرد                                                                    |
| ۱۲ اسفند ۱۲۹۳                       | عشایر مخالف انگلستان با اعراب تحت فرمان شیخ خزعل وارد درگیری شدند                                                                          |
| ۱۷ اسفند ۱۲۹۳                       | کنسول آلمان در بوشهر توسط نیروهای انگلیسی بازداشت شد و تلاش‌های ناموفق برای دستگیری واسموس انجام گرفت                                       |
| ۲۰ اسفند ۱۲۹۳                       | مستوفی الممالک از ریاست وزرایی استعفا داد و میرزا حسن خان مشیرالدوله جایگزین او شد                                                         |
| اسفند ۱۲۹۳                          | حفر چاه‌های جدید نفتی با تلاش شرکت نفت و با وجود جنگ جهانی در حال پیشرفت بود                                                                |
| ۹ فروردین ۱۲۹۴                      | علمای شیعه نجف علیه نیروهای متفقین فتوای جهاد دادند                                                                                        |
| ۱۰اردیبهشت ۱۲۹۴                     | مشیرالدوله از مقام ریاست وزرایی استعفا داد                                                                                                 |
| ۱۲اردیبهشت ۱۲۹۴                     | عین‌الدوله به نخست‌وزیری رسید |
| ۲۱ خرداد ۱۲۹۴                       | عشایر تنگستان به واحد نظامی انگلیس در بوشهر حمله کردند                                                                                     |
| ۱۱ تیر ۱۲۹۴                         | عین‌الدوله استعفا داد |
| مرداد - شهریور ۱۲۹۴                 | عشایر تنگستان و گروه رئیس علی دلواری به مواضع نیروهای نظامی انگلستان حمله کردند                                                            |
| ۵ مرداد ۱۲۹۴                        | مستوفی الممالک دوباره به ریاست وزرایی منصوب شد                                                                                             |
| ۱۳ مرداد ۱۲۹۴                       | سربازان روس به سوی تهران حرکت کردند |
| ۱۹ مرداد ۱۲۹۴                       | ارتش انگلیس بوشهر را اشغال کرد ژاندارمری خلع‌سلاح شد                                                                                        |
| ۲۱ مرداد ۱۲۹۴                       | نیروهای انگلیس به روستای دلوار حمله و آن را تخریب کردند                                                                                    |
| ۱۱ شهریور ۱۲۹۴                      | رئیس علی دلواری به دست نیروهای انگلیسی کشته شد                                                                                             |
| ۹ آبان ۱۲۹۴                         | قانون سربازگیری تصوب شد |
| ۱۴ آبان ۱۲۹۴                        | قیمت گندم افزایش یافت و به علت خرید غله توسط ارتش انگلستان قحطی در سیستان شایع شد                                                          |
| ۲۰ آبان ۱۲۹۴                        | کمیته دفاع ملی تشکیل شد. مذاکرات مجلس برای انتقال پایتخت از تهران به اصفهان آغاز گردید.                                                    |
| ۲۳ آبان ۱۲۹۴                        | احمد شاه از انتقال پایتخت از تهران به اصفهان انصراف داد                                                                                    |
| ۱۵ آذر ۱۲۹۴                         | محاصرهٔ الکوت در بین‌النهرین از سوی نیروهای عثمانی آغاز شد                                                                                   |
| ۲۲ آذر ۱۲۹۴                         | مجلس شورای ملی منحل شد |
| ۲۶ آذر ۱۲۹۴                         | ساوه توسط ارتش روسیه به تصرف درآمد و کمیته دفاع ملی از قم به اصفهان رفت                                                                    |
| ۱ دی ۱۲۹۴                           | مستوفی الممالک استعفا داد و عبدالحسین میرزا فرمانفرما به ریاست وزرایی درآمد                                                                |
| ۱۹۱۶ میلادی                         | |
| ۱۴ دی ۱۲۹۴                          | قم و کاشان توسط ارتش روس به تصرف درآمدند                                                                                                   |
| ۱۴ دی ۱۲۹۴                          | کمیته دفاع ملی از اصفهان به سوی کرمانشاه حرکت کرد                                                                                          |
| ۱۵ دی ۱۲۹۴                          | قوای ملی ایران (کمیته دفاع ملی) با ارتش روس درگیر شدند                                                                                     |
| ۲۵ دی ۱۲۹۴                          | قوای ملی در درگیری پراکنده در غرب ایران از ارتش روس شکست خورد                                                                              |
| ۳ اسفند ۱۲۹۴                        | کمیته دفاع ملی به قصر شیرین عقب نشینی کرد                                                                                                  |
| ۴ اسفند ۱۲۹۴                        | کرمانشاه، آخرین مقر کمیتهٔ دفاع ملی، به تصرف ارتش روس درآمد                                                                                 |
| ۱۰ اسفند ۱۲۹۴                       | فرمانفرما از ریاست وزرایی استعفا داد |
| ۱۱ اسفند ۱۲۹۴                       | نظامیان انگلیس به جنوب ایران وارد شدند و تفنگچیان جنوب ایران معروف به پلیس جنوب تشکیل شد                                                   |
| ۱۳ اسفند ۱۲۹۴                       | سپهدار تنکابنی به سمت ریاست وزرایی درآمد                                                                                                   |
| ۹ اردیبهشت ۱۲۹۵                     | نیروهای انگلیسی تحت محاصره در الکوت در برابر ارتش عثمانی تسلیم شدند                                                                        |
| ۱۰ اردیبهشت ۱۲۹۵                    | کمیته دفاع ملی در قصر شیرین منحل شد هیئت مدافعان وطن تشکیل گردید                                                                           |
| ۱۵ اردیبهشت ۱۲۹۵                    | روس‌ها به قصر شیرین لشکرکشی کردند |
| ۱۵ خرداد ۱۲۹۵                       | اعراب در حجاز شورش کردند |
| ۱۰ تیر ۱۲۹۵                         | کرمانشاه به دست ارتش عثمانی و میلیون ایرانی افتاد ارتش روس از این شهر عقب‌نشینی کرد                                                         |
| ۲۰ مرداد ۱۲۹۵                       | همدان توسط ارتش عثمانی به تصرف درآمد |
| ۲۶ مرداد ۱۲۹۵                       | با پخش شایعهٔ ورود ارتش عثمانی به پایتخت، ارامنه از تهران گریختند                                                                           |
| ۱۰ شهریور ۱۲۹۵                      | کمیته مجازات تشکیل شد |
| ۱۵شهریور ۱۲۹۵                       | روزنامه کاوه در برلین انتشار یافت |
| ۱۹۱۷ میلادی                         | |
| ۲۲۵ بهمن ۱۲۹۵                       | توافقنامه‌ای میان خوانین بختیاری و نمایندگان انگلستان امضا شد که طبق آن شیخ خزعل با آنان متحد و از منافع نفتی انگلیس در خوزستان حمایت می‌کرد |
| ۲۸ بهمن ۱۲۹۵                        | میرزا اسماعیل خان، مدیر انبار غله دولتی، ترور شد                                                                                           |
| ۱۷ اسفند ۱۲۹۵                       | حزب دمکرات آذربایجان به رهبری شیخ محمد خیابانی تشکیل شد                                                                                    |
| ۱۷- ۲۰ اسفند ۱۲۹۵                   | بغداد به دست نیروهای انگلیس افتاد |
| ۱۷ - ۲۱ اسفند ۱۲۹۵                  | نیکلای دوم، تزار روسیه، در پی انقلاب فوریه از سلطنت برکنار شد                                                                              |
| ۲۸ اسفند ۱۲۹۵                       | هیئتی به سرپرستی سید ضیاء طباطبایی برای گفتگو با دولت جدید انقلابی روسیه به پتروگراد اعزام شد                                              |
| ۱۷ فروردین ۱۲۹۶                     | ایالات متحده با اعلان جنگ علیه آلمان، به جنگ جهانی وارد شد                                                                                 |
| ۱۰ خرداد ۱۲۹۶                       | علاء السلطنه به ریاست وزرایی منصوب شد |
| ۱۷ خرداد ۱۲۹۶                       | میرزا محسن مجتهد به دست کمیته مجازات ترور شد                                                                                               |
| ۱۵ تیر ۱۲۹۶                         | بندر عقبه به تصرف شورشیان عرب به رهبری لورنس عربستان درآمد                                                                                 |
| ۱۶- ۱۷ آبان ۱۲۹۶                    | در پی انقلاب اکتبر، بلشویک‌ها در پتروگراد تبدیل به قدرت حاکم شدند.                                                                          |
| ۲۵ آذر۱۲۹۶                          | همهٔ عهدنامه‌های تزاری با ایران از سوی بلشویک‌ها لغو شد                                                                                       |
| ۲ دی ۱۲۹۶                           | دولت جدید روسیه پیمان صلحی با آلمان امضا کرد                                                                                               |
| ۱۹۱۸ میلادی                         | |
| ۲۵ دی ۱۲۹۶                          | عین الدوله استعفا داد و مستوفی الممالک به ریاست وزرایی رسید                                                                                |
| ۸ بهمن ۱۲۹۶                         | فرستادهٔ دولت نوپای شوروی به تهران رسید |
| ۸ بهمن ۱۲۹۶                         | شهرهای همدان، سنندج و آذربایجان از سوی قوای باقی‌ماندهٔ ارتش روسیه غارت شدند                                                                 |
| ۸ بهمن ۱۲۹۶                         | قحطی شیوع یافت و دمپختک میان مردم تهران توزیع شد                                                                                           |
| ۲۹ بهمن ۱۲۹۶                        | وزارت امور خارجه ایران خواستار لغو پیمان ۱۹۰۷ و تخلیهٔ جنوب ایران توسط دولت انگلیس شد.                                                      |
| ۹ اسفند ۱۲۹۶                        | مردم علیه دولت انگلستان در میدان توپخانهٔ تهران تظاهرات کردند                                                                               |
| ۹ اسفند ۱۲۹۶                        | همگی روزنامه‌های تهران و ولایات از سوی دولت توقیف شد                                                                                        |
| ۱۲ اسفند ۱۲۹۶                       | پیمان صلح برست لیتوفسک میان آلمان و شوروی امضا شد                                                                                          |
| ۱۶ اسفند ۱۲۹۶                       | با گسترش قحطی در کرمانشاه نانوایی‌ها غارت شدند                                                                                              |
| ۸ فروردین ۱۲۹۷                      | بیماری تیفوس در شمال غرب و غرب ایران شیوع یافت                                                                                             |
| ۱۲ فروردین ۱۲۹۷                     | چریک‌های دشتستانی و تنگستانی با ارتش انگلیس در جنوب فارس درگیر شدند                                                                         |
| اردیبهشت ۱۲۹۷                       | عشایر قشقایی به شیراز وارد و به نیروی نظامی انگلیس حمله کردند                                                                              |
| ۱۶ اردیبهشت ۱۲۹۷                    | یهودیان ایرن برای پشت سر گذاشتن قحطی از آمریکا تقاضای کمک مالی کردند                                                                       |
| ۱ خرداد ۱۲۹۷                        | عشایر و ایلات فارس علیه نیروهای انگلیس مستقر در ایران قیام کردند                                                                           |
| ۲۷ خرداد ۱۲۹۷                       | گزارش کمک مالی ۱۵۰۰۰ دلاری آمریکا به یهودیان ایران منتشر شد                                                                                |
| ۱۵ مرداد ۱۲۹۷                       | برخی از اعضای کمیته مجازات دستگیر شدند |
| ۴ شهریور - ۲۳ شهریور ۱۲۹۶           | آخرین تهاجم عثمانی‌ها در جنگ نبرد باکو بود                                                                                                  |
| شهریور - مهر ۱۲۹۷                   | بلغارستان و عثمانی با پذیرفتن شکست در جنگ جهانی تسلیم شدند                                                                                 |
| آبان ۱۲۹۷                           | اتریش تسلیم شد |
| آبان ۱۲۹۷                           | هیئت آمریکایی برای کمک به قحطی‌زدگان به ایران وارد شد                                                                                       |
| ۲۲ آبان ۱۲۹۷                        | پایان جنگ اول جهانی اعلام شد |
| ۱۰ آذر ۱۲۹۷                         | ارتش عثمانی از ایران خارج گردید |
| ۱۹ آذر ۱۲۹۷                         | دولت انگلیس طی نامه‌ای استقلال دولت ایران را به رسمیت شناخت و قول داد که پیمان ۱۹۰۷ لغو شود و پلیس جنوب به دولت ایران واگذار گردد           |
| ۱۹۱۹ میلادی                         | |
| ۱۴ دی ۱۲۹۷                          | طاعون و آنفولانزا در جنوب ایران شایع شد |
| ۲۷ دی ۱۲۹۷                          | برگزاری کنفرانس صلح پاریس و بسته‌شدن پیمان ورسای بین متفقین و آلمان                                                                         |
| اسفند ۱۲۹۷                          | ایران دعاوی خود را در کنفرانس صلح ورسای ارائه کرد                                                                                          |
| ۱۷ مرداد ۱۲۹۸                       | پیمان ۱۹۱۹ میان انگلستان و دولت وثوق الدوله امضا شد                                                                                        |
| ۱۹۲۰ میلادی                         | |
| ۱۹ دی ۱۲۹۸                          | سازمان ملل متفق نخستین نشست خود را در لندن برگزار کرد                                                                                      |
| ۱۹ فروردین ۱۲۹۹                     | تبریز به دست هواداران شیخ محمد خیابانی تصرف شد                                                                                             |
| ۲۸ اردیبهشت ۱۲۹۹                    | ارتش سرخ شوروی به انزلی وارد شد نیروهای انگلیسی از رشت و منجیل و عقب‌نشینی کردند                                                            |
| ۱۳ خرداد ۱۲۹۹                       | نیروهای میرزا کوچک خان جنگلی به رشت وارد شدند و حکومت جمهوری سوسیالیستی ایران را اعلام کردند                                               |
| خرداد ۱۲۹۹                          | حزب کمونیست ایران تشکیل شد |
| ا تیر ۱۲۹۹                          | اولین کنگره حزب کمونیست ایران در انزلی تشکیل شد                                                                                            |
| ۸ تیر ۱۲۹۹                          | دلیران تنگستان سرکوب شدند و شیخ حسین چاه‌کوتاهی توسط ارتش انگلیس در جنوب ایران کشته شد                                                      |
| تیر ۱۲۹۹                            | اجرای پیمان ۱۹۱۹ توسط مشیرالدوله به تعلیق درآمد                                                                                            |
| ۱۹ مرداد ۱۲۹۹                       | دولت عثمانی مستقر در استانبول و متفقین پیمان سور را امضا کردند که از سوی کمالیست‌ها به رسمیت شناخته نشد                                     |
| شهریور ۱۲۹۹                         | مخبرالسلطنه با مأموریت سرکوب قیام شیخ محمد خیابانی به آذربایجان رسید                                                                       |
| ۲۲ شهریور ۱۲۹۹                      | هواداران شیخ محمد خیابانی در تبریز شکست خوردند خودش به دست قوای دولتی کشته شد                                                              |
| ۱۸ آذر ۱۲۹۹                         | ۳۰۰۰ کارگر هندی شرکت نفت ایران و انگلیس در منطقهٔ نفتی در اعتراض به شرایط کار و زندگی خود اعتصاب کردند                                      |
| ۱۹ آذر ۱۲۹۹                         | کارگران ایرانی به اعتصاب کارگران هندی پیوستند                                                                                              |
| ۱۹۲۱ میلادی                         | |
| ۳ اسفند ۱۲۹۹                        | رضا خان سردار سپه با هم‌دستی سیدضیاءالدین طباطبایی کودتا کردند                                                                              |
| ۲۳ اسفند ۲۹۹                        | کارگران هندی و ایرانی شرکت نفت در آبادان اعتصاب کردند                                                                                      |
| ۱۳ فروردین ۱۳۰۰                     | کلنل پسیان، قوام السلطنه را دستگیر کرد و اموالش در خراسان به دستور سید ضیاءالدین طباطبایی مصادره شد                                        |
| ۲۵ اردیبهشت ۱۳۰۰                    | ارتش انگلیس از ایران خارج شد |
| ۴ خرداد ۱۳۰۰                        | سید ضیاءالدین از ریاست دولت عزل شد و قوام السلطنه جای او را گرفت                                                                           |
| ۱۳ تیر ۱۳۰۰                         | صنعت نفت ایران با اعتصاب‌های گستردهٔ کارگری روبه‌رو شد                                                                                        |
| مرداد ۱۳۰۰                          | کلنل محمد تقی خان پسیان از دولت قوام السلطنه سرپیچی کرد                                                                                    |
| ۱۷ شهریور ۱۳۰۰                      | بلشویک‌ها گیلان را ترک کردند |
| ۹ مهر ۱۳۰۰                          | نیروی ژاندارم از کردهای قوچان شکست خورد و محمدتقی خان پسیان کشته شد                                                                        |
| ۱۱ آذر ۱۳۰۰                         | میرزا کوچک خان جنگلی در برف و کولاک کوه‌های گیلان درگذشت                                                                                    |